# Hanna Kebinger
Hanna Kebinger (* 26. November 1997 in Garmisch-Partenkirchen) ist eine deutsche Biathletin. Sie debütierte 2022 im Weltcup und gewann bei den Weltmeisterschaften 2023 die Silbermedaille mit der deutschen Frauenstaffel.

## Leben

### Anfänge und Erfolge im Juniorenbereich (bis 2019)
Hanna Kebinger stammt aus Grainau und startet für den Skiclub Partenkirchen. Als Kind begann sie mit dem Skilanglauf und wechselte 2007 mit neun Jahren – dem Vorbild ihres großen Bruders folgend – zum Biathlon. Ihr Training am Stützpunkt in Kaltenbrunn übernahm Bernhard Kröll, der in den 2000er- und 2010er-Jahren auch Magdalena Neuner und Laura Dahlmeier betreute. Kebinger stieg im Winter 2013/14 in den Nachwuchskader des Deutschen Skiverbandes auf und gewann in den folgenden Jahren mehrere nationale Titel im Jugendbereich. Nach ihrem Realschulabschluss 2015 trat sie dem Zoll Ski Team bei. Eine Ende 2015 bei einem Rennunfall zugezogene Nackenverletzung beeinträchtigte über längere Zeit ihren Gleichgewichtssinn und ihre Konzentrationsfähigkeit.
Ihre ersten internationalen Rennen bestritt Kebinger im Dezember 2017 beim IBU-Junior-Cup in Obertilliach. In den folgenden Jahren nahm sie zudem an diversen Junioreneuropa- und Weltmeisterschaften teil, bestritt aber auch Rennen im drittklassigen Deutschlandpokal. Bei den Biathlon-Juniorenweltmeisterschaften 2019 gewann sie Bronze im Sprint, Silber in der Verfolgung und – gemeinsam mit Franziska Pfnür und Juliane Frühwirt – im Staffelrennen. Kurz darauf nahm sie auch an den Biathlon-Europameisterschaften 2019 teil, verfehlte im starken internationalen Feld die Medaillenränge deutlich. Wesentlich erfolgreicher verlief kurz darauf ihre Teilnahme an den Junioreneuropameisterschaften im norwegischen Sjusjøen, wo sie Bronze in der Mixedstaffel und Silber in der Verfolgung gewann. Sie beendete die Saison 2018/19 auf Platz eins der Gesamtwertung im IBU-Junior-Cup vor ihrer Teamkollegin Frühwirt und der Französin Camille Bened. Zudem entschied sie die Disziplinenwertungen in Sprint und Verfolgung für sich.

### Krankheitspause und Comeback in IBU-Cup und Weltcup (seit 2019)
Bei den Deutschen Meisterschaften im September 2019 erlitt Kebinger einen sportlichen Einbruch. Mehrere Wochen später wurde bei ihr eine Herzbeutelentzündung festgestellt. Mit der Diagnose war ein sofortiger Trainingsstopp verbunden. Sie stieg Anfang 2020 wieder ins Training ein, verpasste aber die gesamte Wettkampfsaison 2019/20. Im Sommer 2020 belegte sie den fünften Platz im Sprint bei den Deutschen Meisterschaften. Ihre ersten internationalen Rennen nach zweijähriger Pause lief Kebinger im Februar 2021 beim IBU-Cup in Brezno. Dort erreichte sie beim kurzen Einzelwettkampf als Zweite das Podest und wurde nur um wenige Sekunden von ihrer Mannschaftskameradin Vanessa Voigt geschlagen. Das letzte Rennen der IBU-Cup-Saison, die Mixedstaffel in Obertilliach, gewann sie gemeinsam mit Marion Deigentesch, Dominic Schmuck und Lucas Fratzscher.
Im Winter 2021/22 lief Kebinger größtenteils im IBU-Cup, wo sie zum Saisonende im März in der Lenzerheide ihren ersten Einzelsieg in einem Massenstart 60 feierte. Zuvor hatte sie im Januar 2022 in Ruhpolding und in Antholz erste Rennen im Weltcup bestritten: In Antholz wurde sie als Schlussläuferin der deutschen Frauenstaffel eingesetzt und lief auf den achten Platz.
In der Vorbereitung auf die Saison 2022/23 infizierte sich Kebinger im Juli 2022 mit COVID-19 und war bis Oktober im Training stark eingeschränkt. Zu Beginn des Winters lief sie Wettkämpfe im Deutschlandpokal. Nach dem Jahreswechsel wurde sie für den IBU-Cup auf der Pokljuka nominiert, wo sie in allen drei Rennen den ersten oder den zweiten Platz belegte. In der folgenden Woche startete sie in Antholz erneut im Weltcup und gewann als Neunzehnte des Sprints sowie als Zehnte der Verfolgung ihre ersten Weltcuppunkte. Als Schlussläuferin der Weltcupstaffel um Vanessa Voigt, Sophia Schneider und Janina Hettich-Walz belegte sie den dritten Rang. Kebinger rückte als Ersatz für die erkrankte Franziska Preuß in den sechsköpfigen deutschen Kader für die Weltmeisterschaften in Oberhof nach. Sie kam dort in allen vier Einzelrennen zum Einsatz und erreichte als bestes Einzelergebnis den achten Rang in der Verfolgung. In der Frauenstaffel lief sie an zweiter Position und gewann gemeinsam mit Voigt, Schneider sowie Denise Herrmann-Wick die Silbermedaille. Nach den Weltmeisterschaften bestritt Kebinger alle verbliebenen Weltcuprennen des Winters und beendete die Saison mit einem vierten Platz beim Massenstart am Osloer Holmenkollen.
Ende 2023 erkrankte Kebinger erneut an COVID-19 und verpasste deswegen mehrere Rennen zu Beginn des Winters 2023/24. Bei ihrer Rückkehr in den Weltcup im Januar 2024 erreichte sie einen dritten Rang mit der Staffel, kam aber in keinem Einzelrennen unter die ersten 20 und wurde deswegen nicht für die Weltmeisterschaften nominiert. Sie beendete die Saison vorzeitig.

## Statistik

### Platzierungen im Biathlon-Weltcup
Die Tabelle zeigt alle Platzierungen (je nach Austragungsjahr einschließlich Olympische Spiele und Weltmeisterschaften).
- 1.–3. Platz: Anzahl der Podiumsplatzierungen
- Top 10: Anzahl der Platzierungen unter den ersten zehn (einschließlich Podium)
- Punkteränge: Anzahl der Platzierungen innerhalb der Punkteränge (einschließlich Podium und Top 10)
- Starts: Anzahl gelaufener Rennen in der jeweiligen Disziplin
- Staffel: inklusive Mixed- und Single-Mixed-Staffeln

| Platzierung               | Einzel | Sprint | Verfolgung | Massenstart | Staffel | Gesamt |
| ------------------------- | ------ | ------ | ---------- | ----------- | ------- | ------ |
| 1. Platz                  |        |        |            |             |         |        |
| 2. Platz                  |        |        |            |             |         |        |
| 3. Platz                  |        |        |            |             | 3       | 3      |
| Top 10                    |        |        | 2          | 1           | 6       | 9      |
| Punkteränge               | 2      | 5      | 3          | 2           | 6       | 18     |
| Starts                    | 3      | 7      | 4          | 2           | 6       | 22     |
| Stand: Saisonende 2023/24 |        |        |            |             |         |        |

### Weltcupwertungen
Ergebnisse bei Biathlon-Weltcups (Disziplinen- und Gesamtweltcup) gemäß Punktesystem
| Saison  | Einzel | Einzel | Sprint | Sprint | Verfolgung | Verfolgung | Massenstart | Massenstart | Gesamt | Gesamt |
| Saison  | Platz  | Punkte | Platz  | Punkte | Platz      | Punkte     | Platz       | Punkte      | Platz  | Punkte |
| ------- | ------ | ------ | ------ | ------ | ---------- | ---------- | ----------- | ----------- | ------ | ------ |
| 2022/23 | 29.    | 30     | 32.    | 75     | 28.        | 67         | 17.         | 77          | 25.    | 249    |
| 2023/24 | 67.    | 3      | 63.    | 17     | 58.        | 19         |             |             | 66.    | 39     |

### Weltmeisterschaften

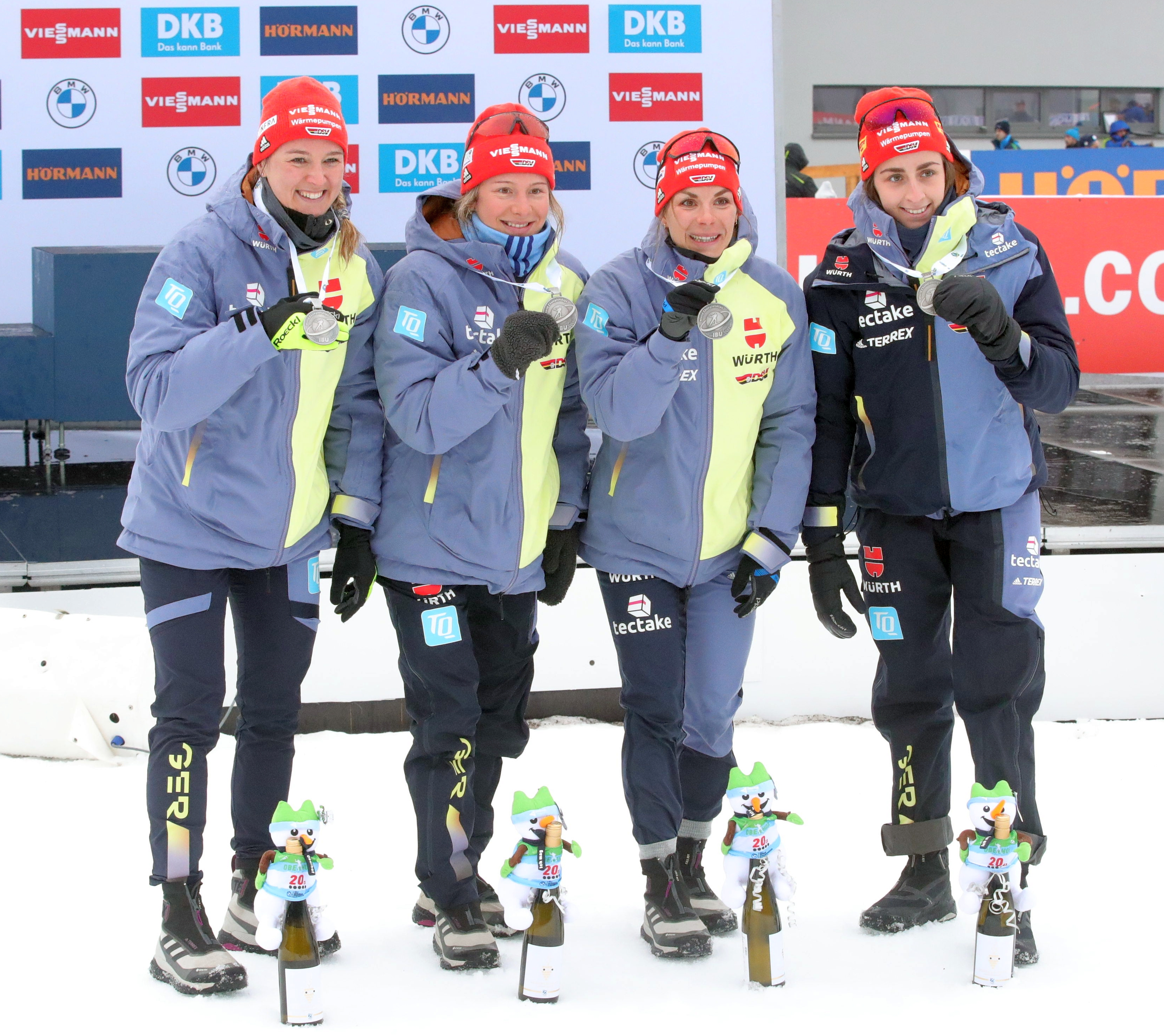
Kebinger (Zweite von rechts) mit ihren Teamkolleginnen Denise Herrmann-Wick, Sophia Schneider und Vanessa Voigt nach dem Gewinn der Silbermedaille in der Frauenstaffel bei den Weltmeisterschaften 2023

|                                  | Einzelwettbewerbe | Einzelwettbewerbe | Einzelwettbewerbe | Einzelwettbewerbe | Staffelwettbewerbe | Staffelwettbewerbe | Staffelwettbewerbe |
| Einzel                           | Sprint            | Verfolgung        | Massenstart       | Damenstaffel      | Mixed-Staffel      | S.-M.-Staffel      |                    |
| -------------------------------- | ----------------- | ----------------- | ----------------- | ----------------- | ------------------ | ------------------ | ------------------ |
| Weltmeisterschaften 2023 Oberhof | 30.               | 17.               | 8.                | 12.               | 2.                 | –                  | –                  |